# Нечай Михайло Михайлович
Миха́йло Миха́йлович Неча́й (також Ничай, 24 лютого 1930 — 15 липня 2011) — заслужений працівник культури України, дримбар, що мав репутацію мольфара.

## Біографія
Народився у робітничій сім'ї. Закінчив полкову школу в Умані, після чого два роки прослужив у радянській армії (у Вірменії та Грузії). Мешкав у Верхньому Ясенові (Івано-Франківська область).
Нечай називав себе нащадком брацлавського полковника Данила Нечая. За його словами, вже у вісім років відчував у собі чудодійну силу і вмів зупиняти кров. Став відомим в Україні після того, як 1989 року на першому фестивалі «Червона рута» у Чернівцях мольфар отримав офіційне запрошення від влади забезпечувати гарну погоду впродовж свята. Крім того, до Михайла Нечая їздив режисер Сергій Параджанов перед зйомками свого відомого фільму «Тіні забутих предків», щоби мольфар розповів про самобутність Гуцульщини і специфіку гуцулів. Актора Івана Миколайчука пан Михайло вчив грати на дримбі. Михайло був керівником фольклорно-етнографічного народного ансамблю, сам виготовляв дримби.
У березні 2010 року Нечай отримав звання Заслуженого працівника культури за понад сорокарічну роботу керівником аматорського ансамблю дримбарів «Струни Черемоша».
У 2007 і 2009 роках студія «Ієрогліф» зняла про Нечая два фільми «Мудрість карпатського мольфара».
У Нечая було два сини. Старший Іван служив у ракетних військах. Опромінився і помер від раку. Другий син, Михайло Нечай, працював заступником голови Верховинської РДА. Зараз працює директором Національного природного парку Верховинський

## Смерть
Уранці 15 липня 2011   року Нечая було вбито у власному домі. За словами очевидців, чоловік, що намагався два дні потрапити на прийом до мольфара, опинившись наодинці з Нечаєм, зарізав його. Коли після цього він спокійно вийшов із кімнати, то сказав людям, які очікували в черзі, щоби деякий час не заходили туди.
Особу підозрюваного з'ясували при проведенні оперативно-розшукових заходів у селі Верхньому Ясенові. Увечері 15 липня 2011 року працівники Івано-Франківської міліції затримали підозрюваного у вбивстві. Задля розкриття вбивства було залучено понад сто правоохоронців, які впродовж дня прочісували місцеву територію. Підозрюваного затримали в лісовому масиві біля села Буковця на відстані шести кілометрів від місця скоєння злочину. Ним виявився психічно хворий 33-річний чоловік, що раніше вже був засуджений за вбивство жінки. Після звільнення лікувався від шизофренії.
Згідно з попередніми показаннями затриманого, він убив Михайла Нечая за те, що той не сприймає і не поважає обряди і норми традиційного християнського віросповідання, а сповідує язичництво.